# عاتكة بنت مرة
عاتكة بنت مرة بن هلال بن فالج بن ذكوان زوجة عبد مناف بن قصي بن كلاب وأم هاشم بن عبد مناف، وإحدى جدات النبي محمد بن عبد الله.

## نسبها
عاتكة بنت مرة بن هلال بن فالج بن ذكوان بن ثعلبة بن بهثة بن سُلَيْم بن منصور.